# Saint-André-d'Huiriat
Saint-André-d'Huiriat là một xã ở tỉnh Ain, vùng Auvergne-Rhône-Alpes thuộc miền đông nước Pháp.